# Cicurina phaselus
Cicurina phaselus là một loài nhện trong họ Dictynidae.
Loài này thuộc chi Cicurina. Cicurina phaselus được Kap Yong Paik miêu tả năm 1970.